# Neferkamin
Neferkamin o Menkamin II fou un faraó de l'antic Egipte de vegades inclòs a la dinastia VII i altres a la dinastia VIII. El seu nom Neferkamin volia dir "L'ànima d'Amon és bonica". No se sap res d'aquest faraó més que el seu nom.